# Штернберк
Штернберк (чеш. Šternberk) град је у Чешкој Републици, у оквиру историјске покрајине Моравске. Штернберк се налази у Оломоуском крају и округу Оломоуц. Штернберк спада у градове Чешке са најочуванијим старим градским језгрима.

## Географија
Штернберк се налази у источном делу Чешке Републике. Град лежи 300 км источно од главног града Прага од првог већег града и седишта краја Оломоуца удаљен је 25 км северно.
Град Штернберк је смештен у северном делу историјске области Моравске. Град је смештен у северном делу Средњеморавске котлине, на приближно 270 м надморске висине. Терен у граду и околини је заталасан.

## Историја
Подручје Штернберка било је насељено још у доба праисторије. Насеље под данашњим називом први пут се у писаним документима спомиње 1269. године као словенско насеље, а 1296. добило је градска права. У следећим вековима су град и његово подручје били насељено немачким становништвом.
Године 1919. Штернербк је постао део новоосноване Чехословачке. 1938. године Штернберк је, као насеље са немачком већином, у склопу Судетских области отцепљен од Чехословачке и припојен Трећем рајху. После Другог светског рата локални Немци су присилно исељени у Немачку. У време комунизма град је нагло индустријализован. После осамостаљења Чешке дошло је до опадања активности тешке индустрије и до проблема са преструктурирањем привреде.

## Становништво
Штернберк данас има око 14.000 становника и последњих година број становника у граду опада. Поред Чеха у граду живе и Словаци и Роми.

## Галерија
- Главни трг у Штернберку
- Главна градска црква
- Старо грдско језгро
- Градска средњовековна утврда

## Партнерски градови
- Гинцбург
- Добшина
- Кунгсбака
- Лорш
- Kobiór